# Aegaeobuthus cyprius
Espèce
Synonymes
- Mesobuthus cyprius Gantenbein & Kropf, 2000

Aegaeobuthus cyprius est une espèce de scorpions de la famille des Buthidae.

## Distribution
Cette espèce est endémique de Chypre.

## Description
Les mâles mesurent de 45 à 55 mm et les femelles de 45 à 60 mm.

## Systématique et taxinomie
Cette espèce a été décrite sous le protonyme Mesobuthus cyprius par Gantenbein et Kropf en 2000. Elle est placée dans le genre Aegaeobuthus par Kovařík en 2019.

## Étymologie
Son nom d'espèce lui a été donné en référence au lieu de sa découverte, Chypre.

## Publication originale
- Gantenbein, Kropf, Largiadèr & Scholl, 2000 : « Molecular and morphological evidence for the presence of a new buthid taxon (Scorpiones: Buthidae) on the island of Cyprus. » Revue Suisse de Zoologie, vol. 107, no 1, p. 213-232 (texte intégral).